# Santuario della Madonna della Neve (Rezzo)
Il santuario della Madonna della Neve è un luogo di culto cattolico situato nella frazione di Lavina, in piazza Sant'Antonio, nel comune di Rezzo in provincia di Imperia. La principale festività si celebra il 5 agosto nella ricorrenza religiosa della Madonna della Neve.

## Storia e descrizione
Un documento del XVII secolo attesta la presenza di una primitiva cappella, ma sarà in un successivo documento del 1754 che si cita l'interessamento del locale sacerdote, don Antonio Maria Decani, per l'edificazione e l'ingrandimento dell'edificio.
L'attuale struttura si presenta di forma ellittica, proceduta da un atrio, e con l'interno ad unica navata e tre altari.
Si conserva un dipinto - sull'altare laterale destro - raffigurante l'Angelo custode, l'Educazione della Vergine, San Giovanni Battista e Maria Maddalena con sullo sfondo una veduta della frazione di Lavina databile al 1764. Oggi non più conservata al santuario era l'opera pittorica di Orazio De Ferrari ritraente il Presepe.